# Liste der Monuments historiques in Beaulon
Die Liste der Monuments historiques in Beaulon führt die Monuments historiques in der französischen Gemeinde Beaulon auf.

## Liste der Bauwerke
| Bezeichnung                                  | Beschreibung                       | Standort | Kennzeichnung | Schutzstatus | Datum | Bild           |
| -------------------------------------------- | ---------------------------------- | -------- | ------------- | ------------ | ----- | -------------- |
| Schloss                                      | Erbaut im 19. Jahrhundert          | (Lage)   | PA00092985    | Inscrit      | 1972  | weitere Bilder |
| Grange de Raclat (Fotos in der Base Mérimée) | Scheune, erbaut im 18. Jahrhundert | (Lage)   | PA03000033    | Inscrit      | 2008  |                |

## Liste der Objekte
- Monuments historiques (Objekte) in Beaulon in der Base Palissy des französischen Kultusministeriums